# SN 1997ba
SN 1997ba – supernowa odkryta 8 marca 1997 roku w galaktyce A122738+0013. W momencie odkrycia miała maksymalną jasność 22,50m.